# Elencos da Parkhotel Valkenburg
A equipa ciclista profissional neerlandêsa Parkhotel Valkenburg tem tido durante toda a sua história sendo de categoria UCI Women's Team, máxima categoria feminina do ciclismo de estrada a nível mundial, os seguintes elencos:

## 2017
| Integrantes da equipe 2017         | Integrantes da equipe 2017 | Integrantes da equipe 2017 | Integrantes da equipe 2017 |
| Ciclista                           | Data de nascimento         | Equipe anterior            |                            |
| ---------------------------------- | -------------------------- | -------------------------- | -------------------------- |
| Eva Buurman                        | 7 setembro 1994            | Jan van Arckel (2015)      |                            |
| Nina Buysman                       | 16 novembro 1997           |                            |                            |
| Sophie de Boer                     | 12 dezembro 1990           | Merida (2010)              |                            |
| Demi de Jong                       | 11 fevereiro 1995          | Boels Dolmans (2016)       |                            |
| Anna Knauer                        | 20 fevereiro 1995          | Rabo Liv Women (2015)      |                            |
| Jermaine Post                      | 10 junho 1992              |                            |                            |
| Pauliena Rooijakkers               | 12 maio 1993               | Boels Dolmans (2013)       |                            |
| Aafke Soet                         | 23 novembro 1997           |                            |                            |
| Hanna Solovey                      | 31 janeiro 1992            | Astana-Acca Due O (2015)   |                            |
| Kyara Stijns                       | 9 outubro 1995             | Liv-Plantur (2016)         |                            |
| Chanella Stougje                   | 23 outubro 1996            |                            |                            |
| Karlijn Swinkels                   | 28 outubro 1998            |                            |                            |
| Esra Tromp                         | 15 outubro 1990            | Skil-Argos (2013)          |                            |
| Natalie van Gogh                   | 14 setembro 1974           | Ibis Cycles (2012)         |                            |
| Esther van Veen                    | 27 setembro 1990           | Swaboladies.nl (2016)      |                            |
| Nicole Steigenga (26 abr.–31 dez.) | 27 janeiro 1998            |                            |                            |
|                                    |                            |                            |                            |
| Fonte: UCI                         |                            |                            |                            |

## 2018
| Integrantes da equipe 2018 | Integrantes da equipe 2018 | Integrantes da equipe 2018  | Integrantes da equipe 2018 |
| Ciclista                   | Data de nascimento         | Equipe anterior             |                            |
| -------------------------- | -------------------------- | --------------------------- | -------------------------- |
| Nina Buysman               | 16 novembro 1997           |                             |                            |
| Belle De Gast              | 4 fevereiro 1991           | WV Breda Ladies (2017)      |                            |
| Anne de Ruiter             | 30 novembro 1999           |                             |                            |
| Ilona Hoeksma              | 22 maio 1991               | Hitec Products (2017)       |                            |
| Marit Raaijmakers          | 2 junho 1999               |                             |                            |
| Amy Roberts                | 24 dezembro 1994           | Wiggle High5 (2017)         |                            |
| Hanna Solovey              | 31 janeiro 1992            | Astana-Acca Due O (2015)    |                            |
| Chanella Stougje           | 23 outubro 1996            |                             |                            |
| Meike Uiterwijk Winkel     | 4 dezembro 1999            |                             |                            |
| Nancy van der Burg         | 18 maio 1992               | Jos Feron Lady Force (2017) |                            |
| Natalie van Gogh           | 14 setembro 1974           | Ibis Cycles (2012)          |                            |
| Esther van Veen            | 27 setembro 1990           | Swaboladies.nl (2016)       |                            |
| Lorena Wiebes              | 17 março 1999              | Swaboladies.nl (2017)       |                            |
| Sophie de Boer             | 12 dezembro 1990           | Merida (2010)               |                            |
|                            |                            |                             |                            |
| Fonte: UCI                 |                            |                             |                            |

## 2019
| Integrantes da equipe 2019 | Integrantes da equipe 2019 | Integrantes da equipe 2019        | Integrantes da equipe 2019 |
| Ciclista                   | Data de nascimento         | Equipe anterior                   |                            |
| -------------------------- | -------------------------- | --------------------------------- | -------------------------- |
| Loes Adegeest              | 7 agosto 1996              | NWVG (2018)                       |                            |
| Nina Buysman               | 16 novembro 1997           |                                   |                            |
| Belle De Gast              | 4 fevereiro 1991           | WV Breda Ladies (2017)            |                            |
| Sofie De Vuyst             | 2 abril 1987               | Doltcini-Van Eyck Sport (2018)    |                            |
| Ann-Sophie Duyck           | 23 julho 1987              | Cervélo Bigla (2018)              |                            |
| Roxane Knetemann           | 1 abril 1987               | Alé Cipollini (2018)              |                            |
| Femke Markus               | 17 novembro 1996           | NWVG (2018)                       |                            |
| Marit Raaijmakers          | 2 junho 1999               |                                   |                            |
| Sylvie Swinkels            | 31 julho 2000              |                                   |                            |
| Meike Uiterwijk Winkel     | 4 dezembro 1999            |                                   |                            |
| Janine van der Meer        | 17 fevereiro 1994          | Health Mate-Cyclelive Team (2018) |                            |
| Esther van Veen            | 27 setembro 1990           | Swaboladies.nl (2016)             |                            |
| Demi Vollering             | 15 novembro 1996           | Swaboladies.nl (2018)             |                            |
| Lorena Wiebes              | 17 março 1999              | Swaboladies.nl (2017)             |                            |
|                            |                            |                                   |                            |
| Fonte: UCI                 |                            |                                   |                            |